# (2892) Filipenko
(2892) Filipenko est un astéroïde de la ceinture principale.

## Description
(2892) Filipenko est un astéroïde de la ceinture principale. Il fut découvert le 13 janvier 1983 à Naoutchnyï par Lioudmila Karatchkina. Il présente une orbite caractérisée par un demi-grand axe de 3,17 UA, une excentricité de 0,21 et une inclinaison de 17,0° par rapport à l'écliptique.

## Compléments